# Worsley
Worsley è una località di Salford nella contea della Greater Manchester, in Inghilterra, già comune fino al 1974.